# کریستین جیدایی
کریستین جیدایی (انگلیسی: Christian Jidayi؛ زادهٔ ۳ مارس ۱۹۸۷) بازیکن فوتبال اهل ایتالیا است.
از باشگاه‌هایی که در آن بازی کرده‌است می‌توان به باشگاه فوتبال نووارا، باشگاه فوتبال چزنا، و باشگاه فوتبال ارورا پرو پاتریا ۱۹۱۹ اشاره کرد.